# Брессанелли, Матеус
Мате́ус Симоне́ти Брессане́лли, более известный по прозвищу Бреса́н (порт.-браз. Matheus Simonete Bressaneli; родился 15 января 1993 года, Кашиас-ду-Сул, штат Риу-Гранди-ду-Сул) — бразильский футболист, центральный защитник китайского клуба «Наньтун Чжиюнь».

## Биография
Матеус Брессанелли родился на юге Бразилии, в городе Кашиас-ду-Сул. Начинал заниматься футболом в команде родного города «Жувентуде», где и дебютировал на профессиональном уровне в 2010 году. Он сыграл свой первый матч 21 марта в гостевом матче Лиги Гаушу против «Нову-Амбургу». Его команда уступила со счётом 1:3.
По окончании сезона 2012 Бресан перешёл в «Гремио». В 2013 году был твёрдым игроком основного состава своей команды, которой руководил Вандерлей Лушембурго, помог «Гремио» стать вице-чемпионом Бразилии. В 2014 году Бресан также часто появлялся на поле, однако утратил место в основе, в основном выходя на замену.
5 января 2015 года продлил контракт с «трёхцветными» на два года, и в тот же день был отдан в аренду во «Фламенго». В августе вернулся в «Гремио». Во второй половине 2016 года вновь отправился в аренду, на этот раз в уругвайский «Пеньяроль». В составе «ауринегрос» бразилец сыграл в 11 матчах уругвайской Примеры и в двух матчах Южноамериканского кубка. В последнем турнире отметился забитым голом в ворота «Спортиво Лукеньо». Этот гол на 93-й минуте позволил «Пеньяролю» уйти от поражения, счёт стал 1:1, однако парагвайский соперник всё равно прошёл во Второй раунд за счёт гола, забитого на чужом поле.
После возвращения в «Гремио» Бресан продолжил бороться за место в основе. Он сыграл в 17 (из 38) матчах бразильской Серии A, четырёх — Кубка Бразилии, двух матчах Примейры-лиги и лишь в одной встрече в рамках Лиги Гаушу. В розыгрыше Кубка Либертадорес Бресан также в основном выполнял роль запасного игрока. Он провёл весь матч в важном выездном поединке группового этапа против парагвайского «Гуарани» 20 апреля (1:1). В следующий раз появился на поле в первом четвертьфинале против «Ботафого» 13 сентября (0:0). Третий матч Бресан сыграл в ответном поединке финала с «Ланусом», поскольку из-за перебора жёлтых карточек не смог сыграть основной защитник «Гремио» Вальтер Каннеманн. Бресан очень успешно заменил товарища по команде и помог своей команде одержать победу 2:1 (3:1 по сумме двух матчей) и выиграть трофей. Он сыграл в финале 82 минуты и был заменён Рафаэлом Тиере.
21 декабря 2018 года Бресан подписал контракт с клубом MLS «Даллас». В главной лиге США дебютировал 13 апреля 2019 года в матче против «Портленд Тимберс», заменив на 87-й минуте Хесуса Феррейру. 22 июня 2019 года в матче против «Торонто» забил свой первый гол за «Даллас». 21 декабря 2020 года Бресан подписал с «Далласом» новый однолетний контракт с опциями продления на сезоны 2022 и 2023. В июне 2021 года он получил грин-карту и в MLS перестал считаться иностранным игроком. По окончании сезона 2021 «Даллас» не стал продлевать контракт с Бресаном.
3 февраля 2022 года Бресан подписал контракт с бразильским клубом «Аваи».
В марте 2023 года Брессанелли присоединился к команде Китайской Суперлиги «Наньтун Чжиюнь».
В 2011 году Бресан выступал за молодёжную сборную Бразилии. В 2015 году в составе сборной до игроков не старше 23 лет завоевал бронзовые медали Панамериканских игр в Канаде.

## Достижения
- Вице-чемпион Бразилии (1): 2013
- Чемпион Кубка Бразилии (1): 2016
- Обладатель Кубка Либертадорес (1): 2017